# Upphärad
Upphärad è un'area urbana della Svezia situata nel comune di Trollhättan, contea di Västra Götaland.
La popolazione rilevata nel censimento 2010 era di 588 abitanti .